# Таранки (Кировская область)
Таранки — деревня в Богородском районе Кировской области

## География
Находится на расстоянии примерно 17 километров по прямой на северо-запад от районного центра поселка Богородское.

## История
Деревня известна с 1663 года. В 1873 году отмечено дворов 18 и жителей 206, в 1905 33 и 238, в 1926 45 и 247, в 1950 58 и 221 соответственно. В 1989 году учтено 433 жителя. В поздний советский период работал колхоз им. Ильича.

## Население
Постоянное население  составляло 358 человек (русские 95%) в 2002 году, 255 в 2010.